# رومان هابران
رومان هابران (بالفرنسية: Romain Habran)‏ (14 يونيو 1994 بباريس في فرنسا - ) هو لاعب كرة قدم فرنسي في مركز الوسط. شارك مع منتخب فرنسا تحت 20 سنة لكرة القدم. أما مع النوادي، فقد لعب مع باريس سان جيرمان وستاد لافال ونادي سوشو.

## روابط خارجية
- رومان هابران على موقع قاعدة بيانات كرة القدم.إي يو (الإنجليزية)
- رومان هابران على موقع ليكيب (الفرنسية)
- رومان هابران على موقع Soccerway.com (الإنجليزية)
- رومان هابران على موقع عالم كرة القدم.نت (الإنجليزية)
- رومان هابران على موقع AS.com (الإسبانية)
- رومان هابران على موقع GSA (الإنجليزية)